# Live in Japan (album Shadows Fall)
Live in Japan – minialbum amerykańskiego zespołu Shadows Fall, wydany nakładem wytwórni Century Media razem z czasopismem Revolver.

## Lista utworów
| 1. | "The Power of I and I"       | 03:34 |
|    |                              |       |
| 2. | "What Drives the Weak"       | 04:45 |
|    |                              |       |
| 3. | "Idiot Box" (Live)           | 04:26 |
|    |                              |       |
| 4. | "Destroyer of Senses" (Live) | 02:59 |
|    |                              |       |
| 5. | "Crushing Belial" (Live)     | 05:26 |
|    |                              |       |
|    |                              | 21:10 |
|    |                              |       |
Utwory 1 i 2 są wersjami studyjnymi, utwory 3-5 nagrane na żywo w klubie Quattro w Shibuyi w Tokio.

## Twórcy
- Brian Fair – śpiew
- Jonathan Donais – gitara prowadząca
- Matthew Bachand – gitara rytmiczna
- Paul Romanko – gitara basowa
- Jason Bittner – perkusja